# Uwe Rahn
Uwe Rahn, född 21 maj 1962 i Mannheim, Tyskland, är en tysk fotbollsspelare.